# Tars (sköld)
- Övre vänster: Fransk tars (1450-tal)
- Undre vänster: Tidig tars utan lansstöd.
- Undre höger: Italiensk heraldisk tars (sent 1400-tal).
- Övre höger: Heraldisk tars.

Tars eller tartsche (via tyskan, av fornfranska: targe, fornfrankiska: targa, fornvästnordiska: targa, ”sköld”), även kroksköld och bräckskiva med mera, är en senmedeltida ryttarsköld som användes både i krig och vid tornerspel, vanligen med rektangulär grundform alternativt övergående till trekantig form genom en avsmalnande nedre del.
Tarsen kännetecknas vanligen, särskilt i heraldisk mening, av att den har ett runt urtag i högra kantens övre hälft. I detta urtag hade lansen stöd, då den hölls till anfall. Den förfärdigades vanligen av trä som urholkats och överdragits med läder. Namnet kroksköld kommer av att skölden kunde ha stark och i viss mån oregelmässigt svängd kontur. Bräckskiva kommer av sköldens funktion i tornerspel där den avses bryta motståndarens lans.
Tarsen framträder först omkring 1300, då under korstågen harnesket vunnit större betydelse för skyddandet av kroppen. Den bars ursprungligen på armen men skruvades senare fast i kyrassen. Den försvinner i början av 1500-talet, utöver i fortsatt tornerspel.

## Bilder

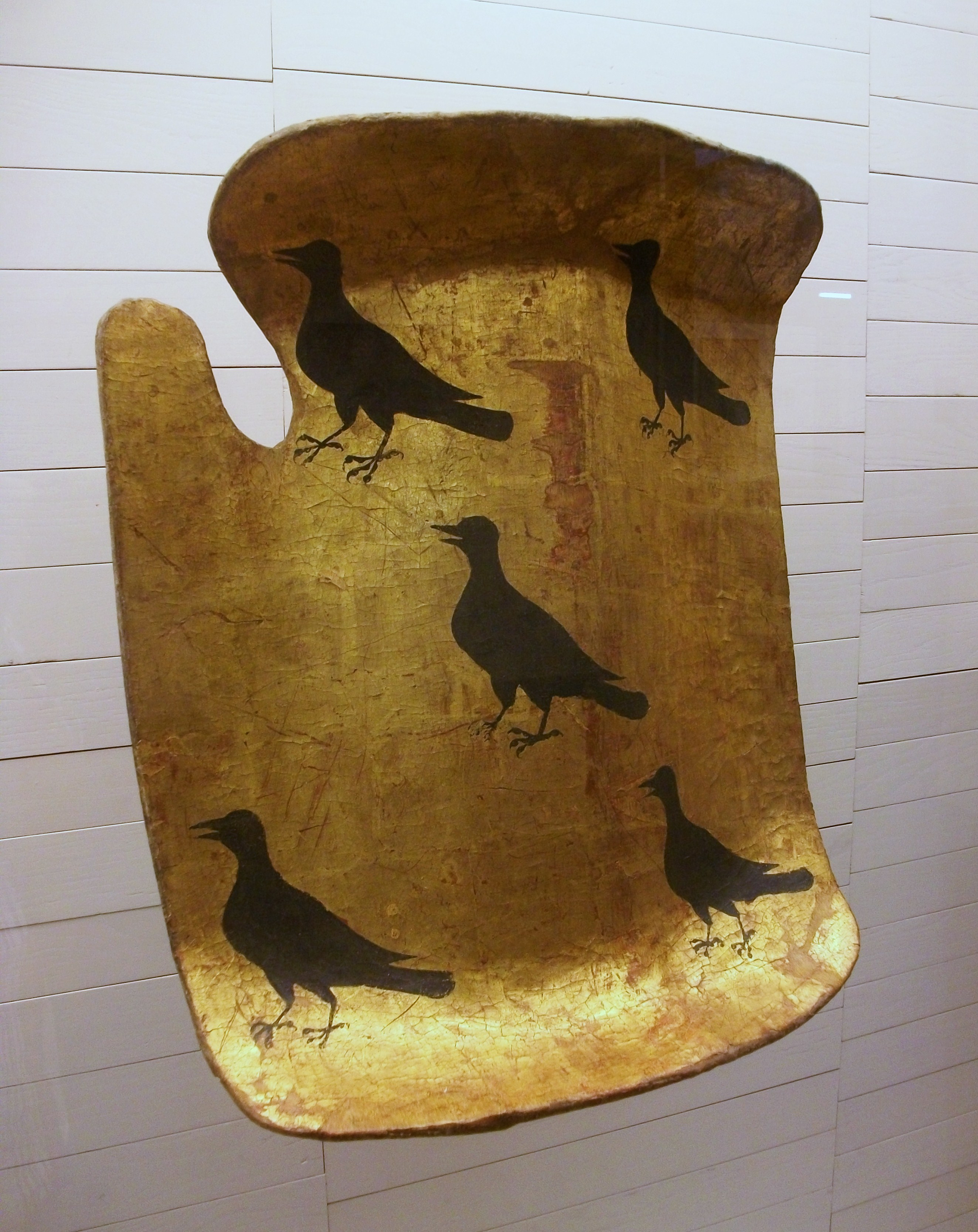
Spansk tars (sent 1300-tal).
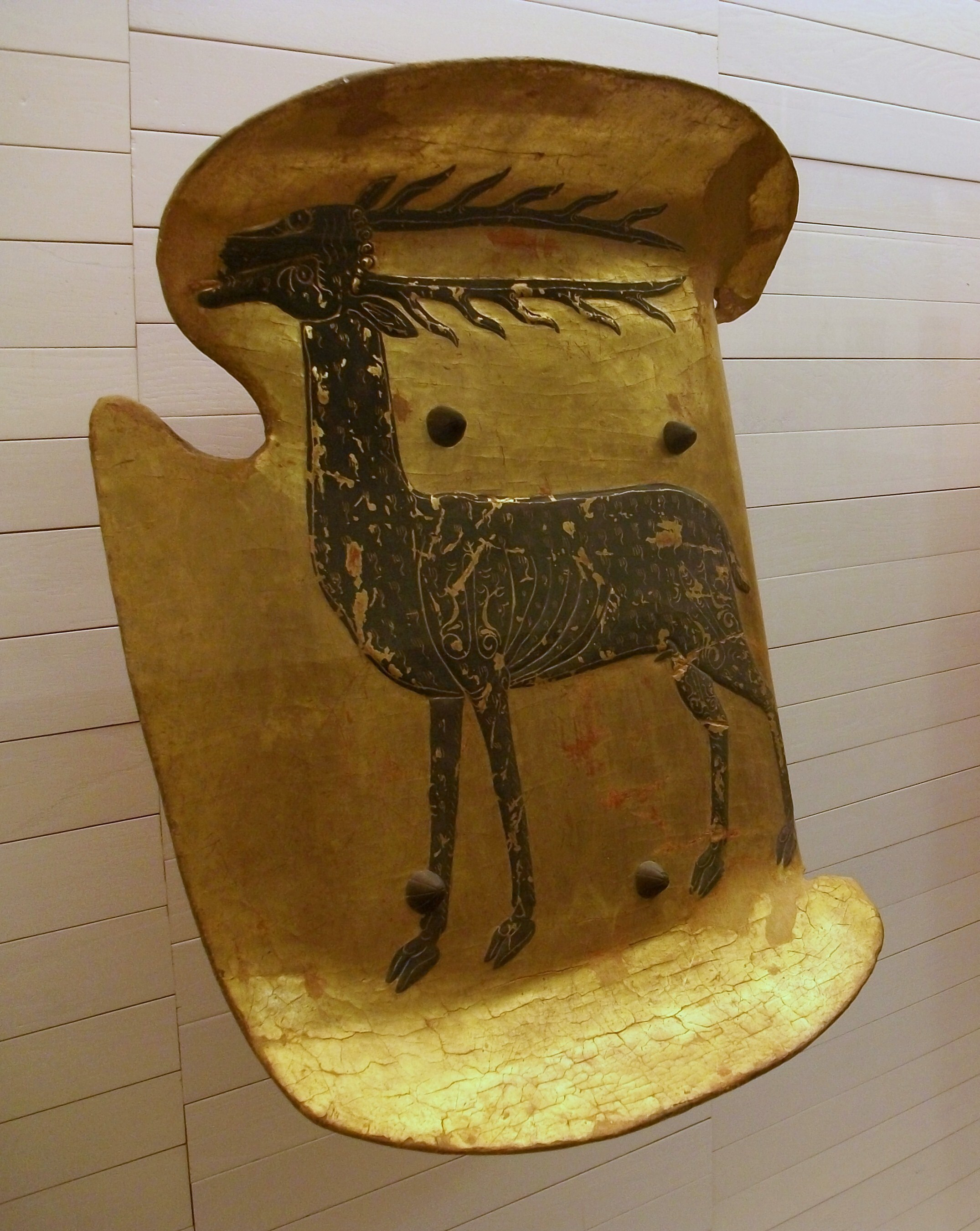
Spansk tars (sent 1300-tal).
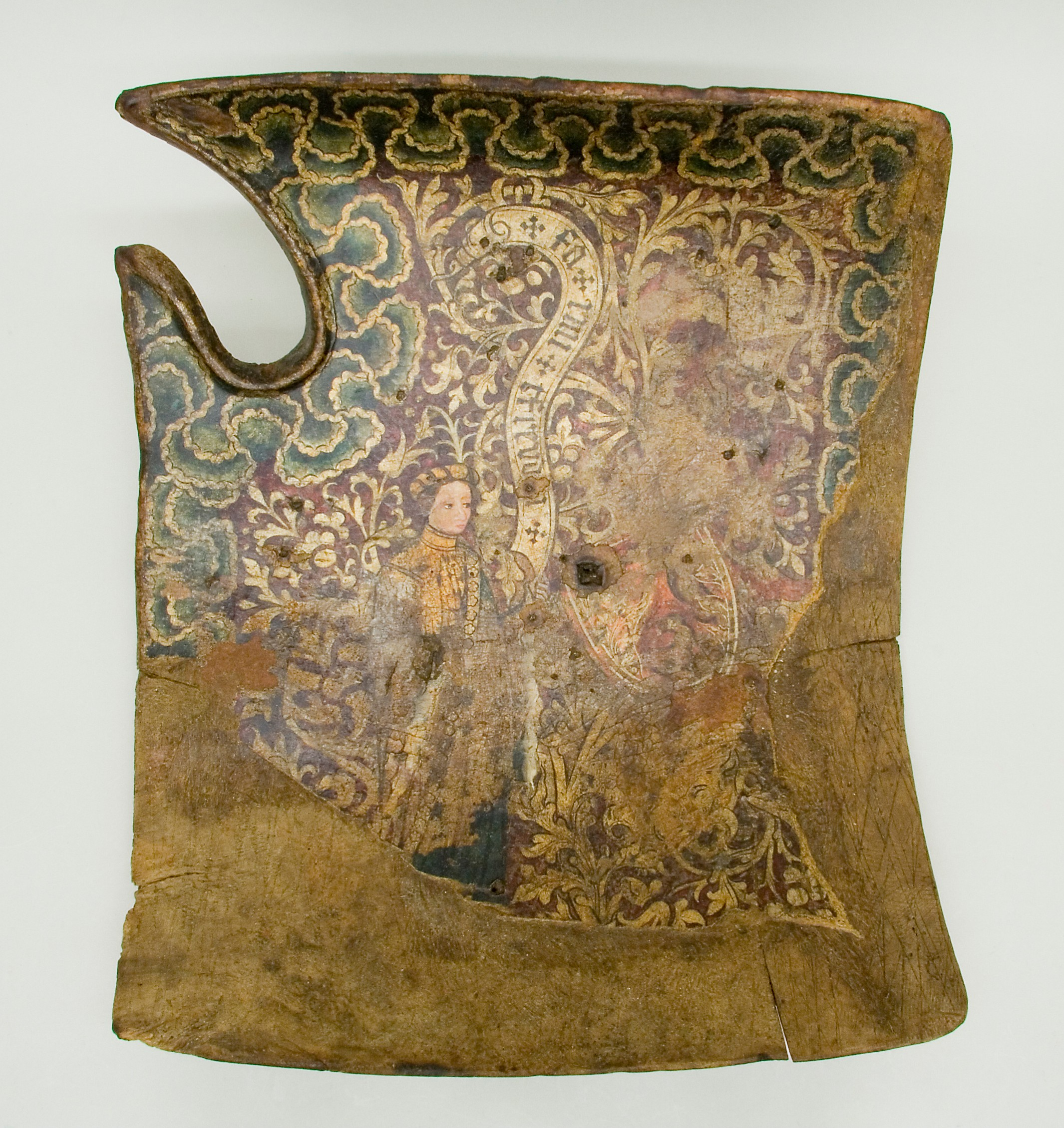
Tysk tars (1400-tal).
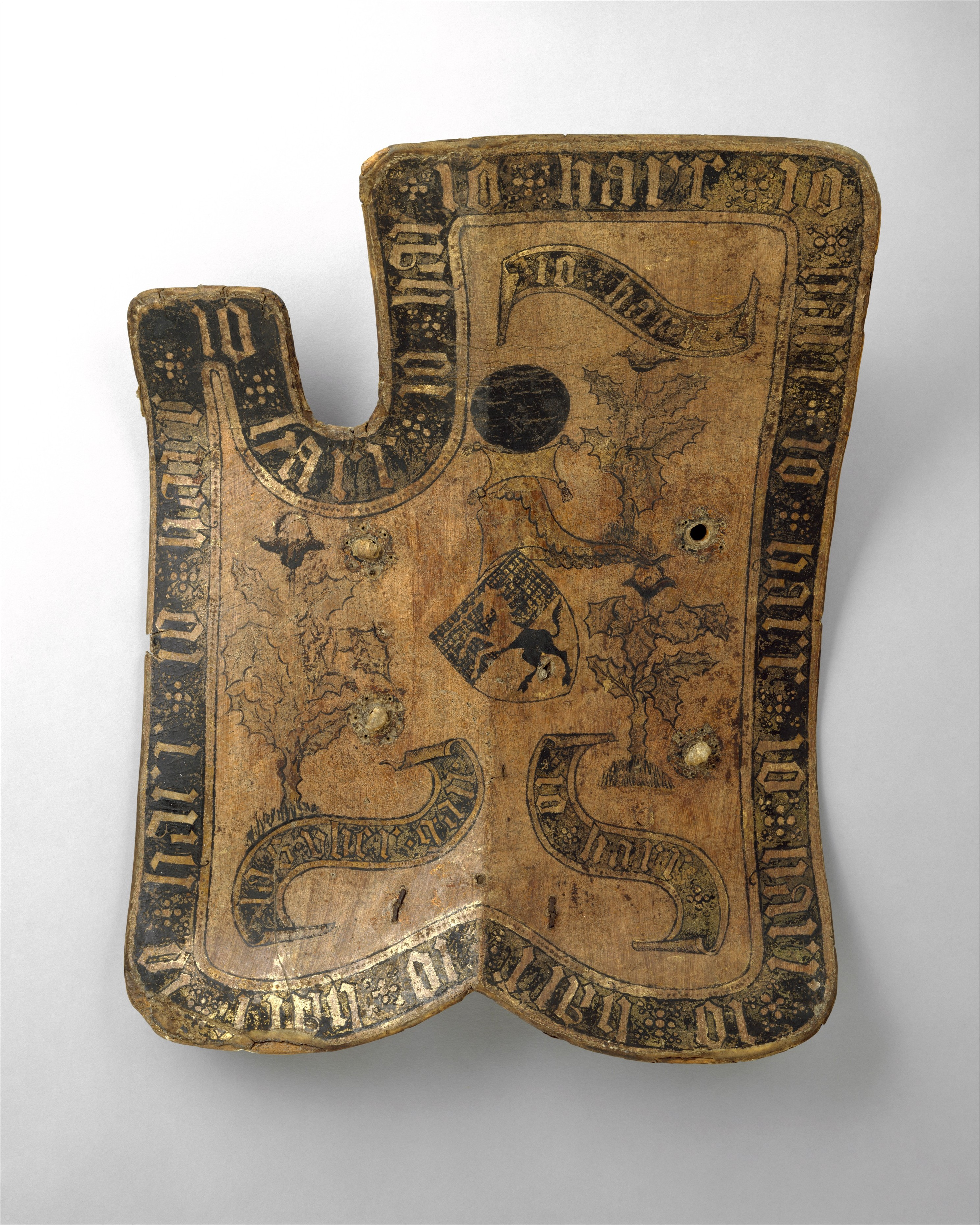
Öterrikisk tars (1400-tal).
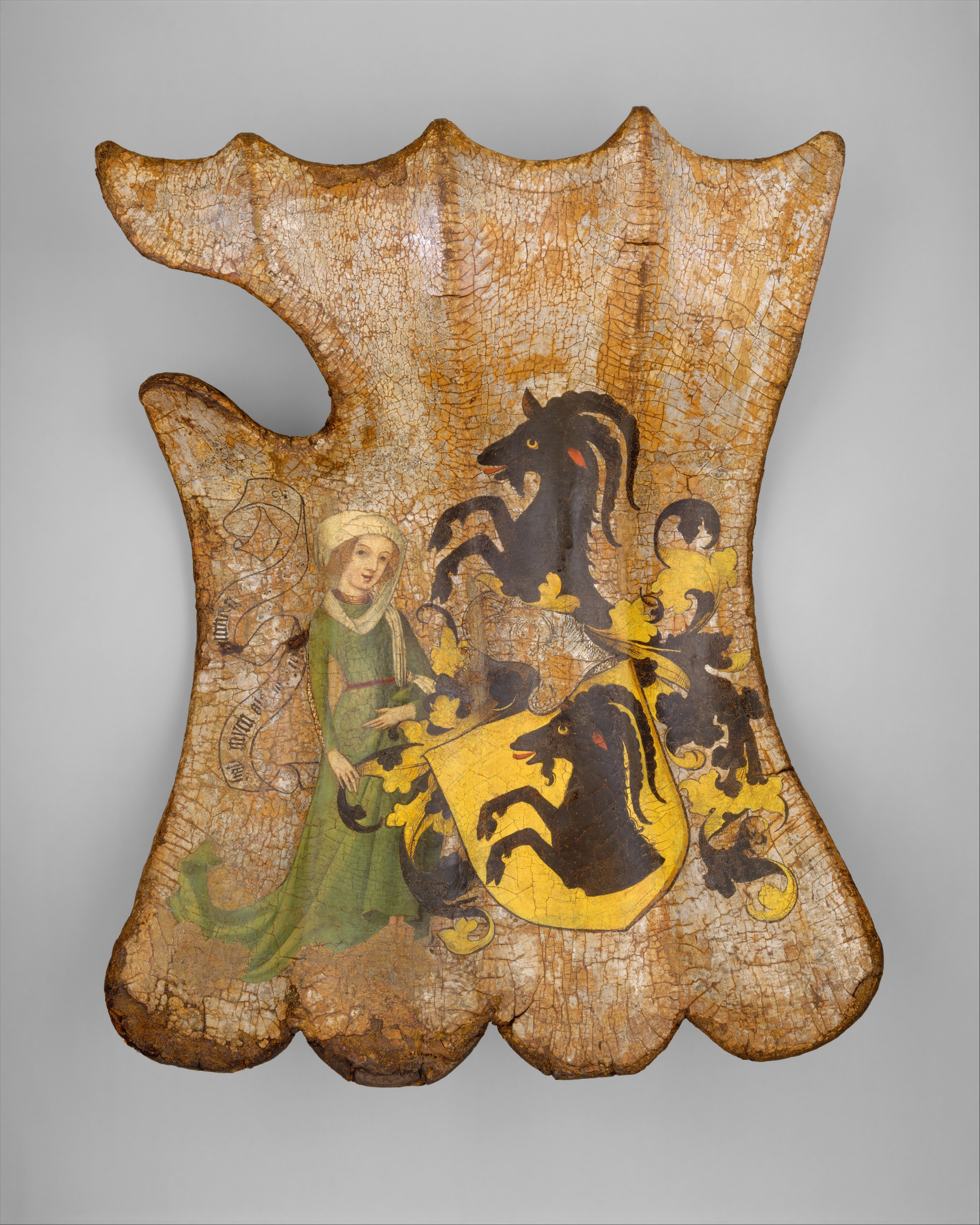
Tysk tars (1450-tal).
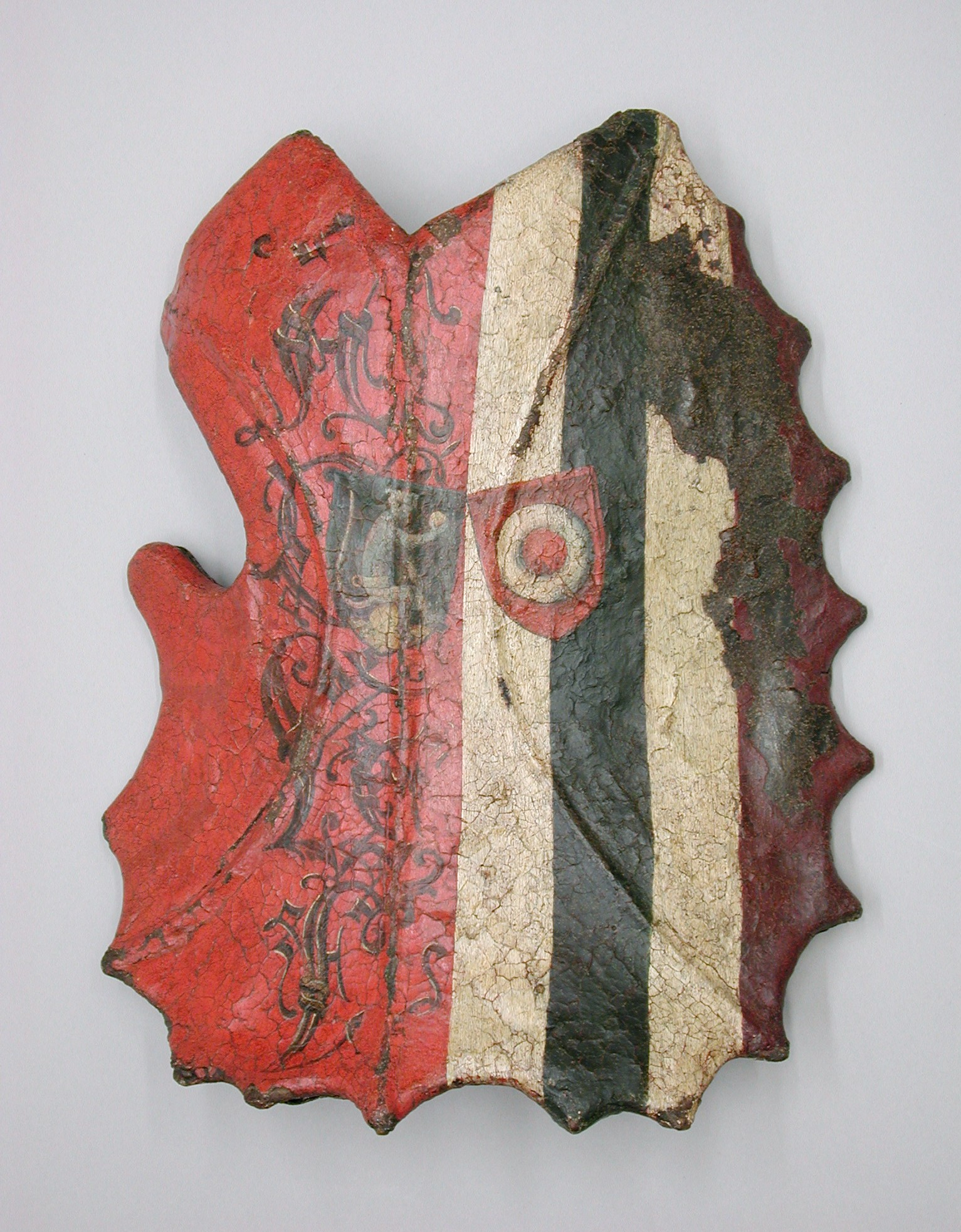
Tysk tars (1450–1500).
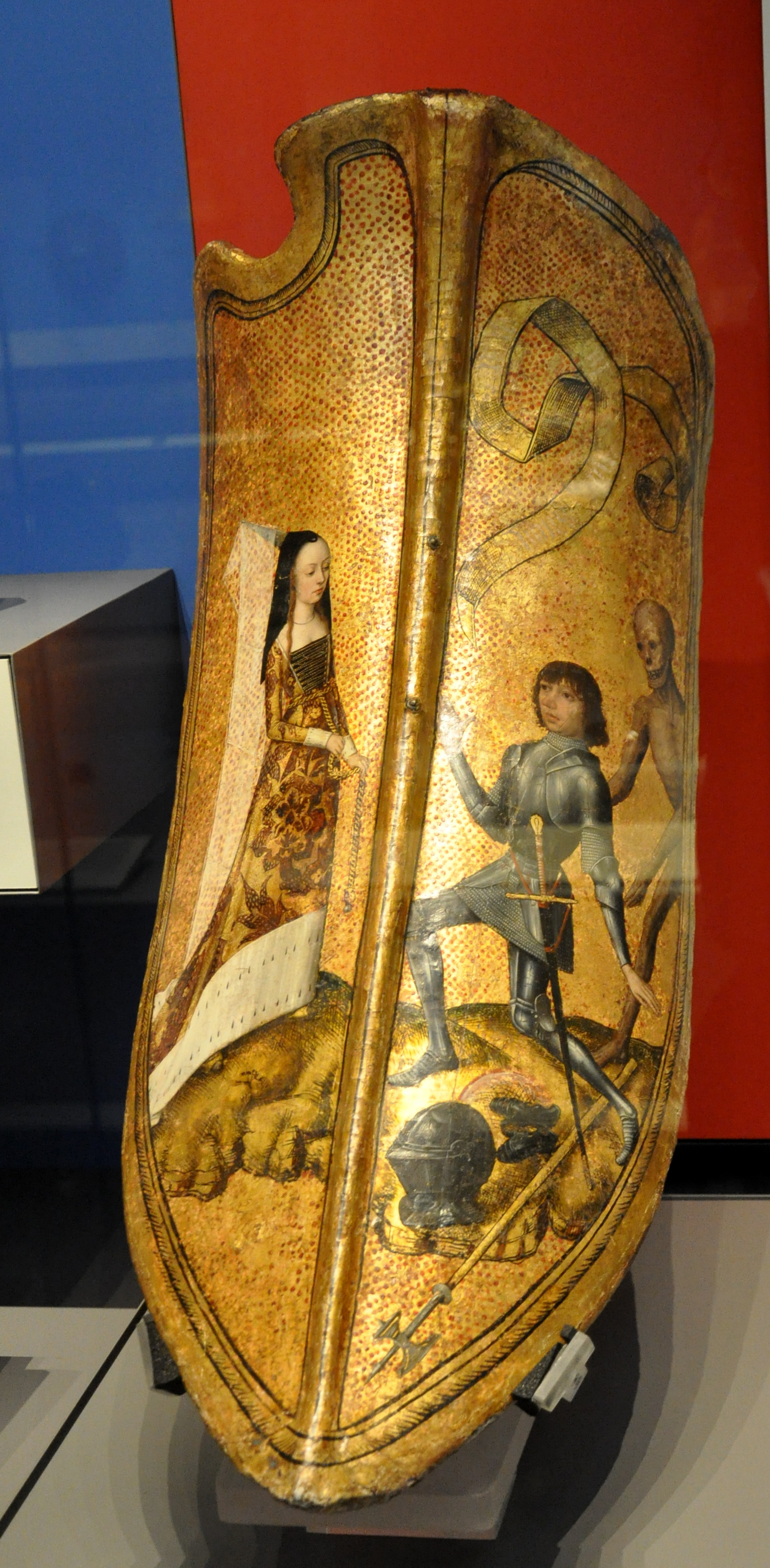
Italiensk tars (cirka 1470).
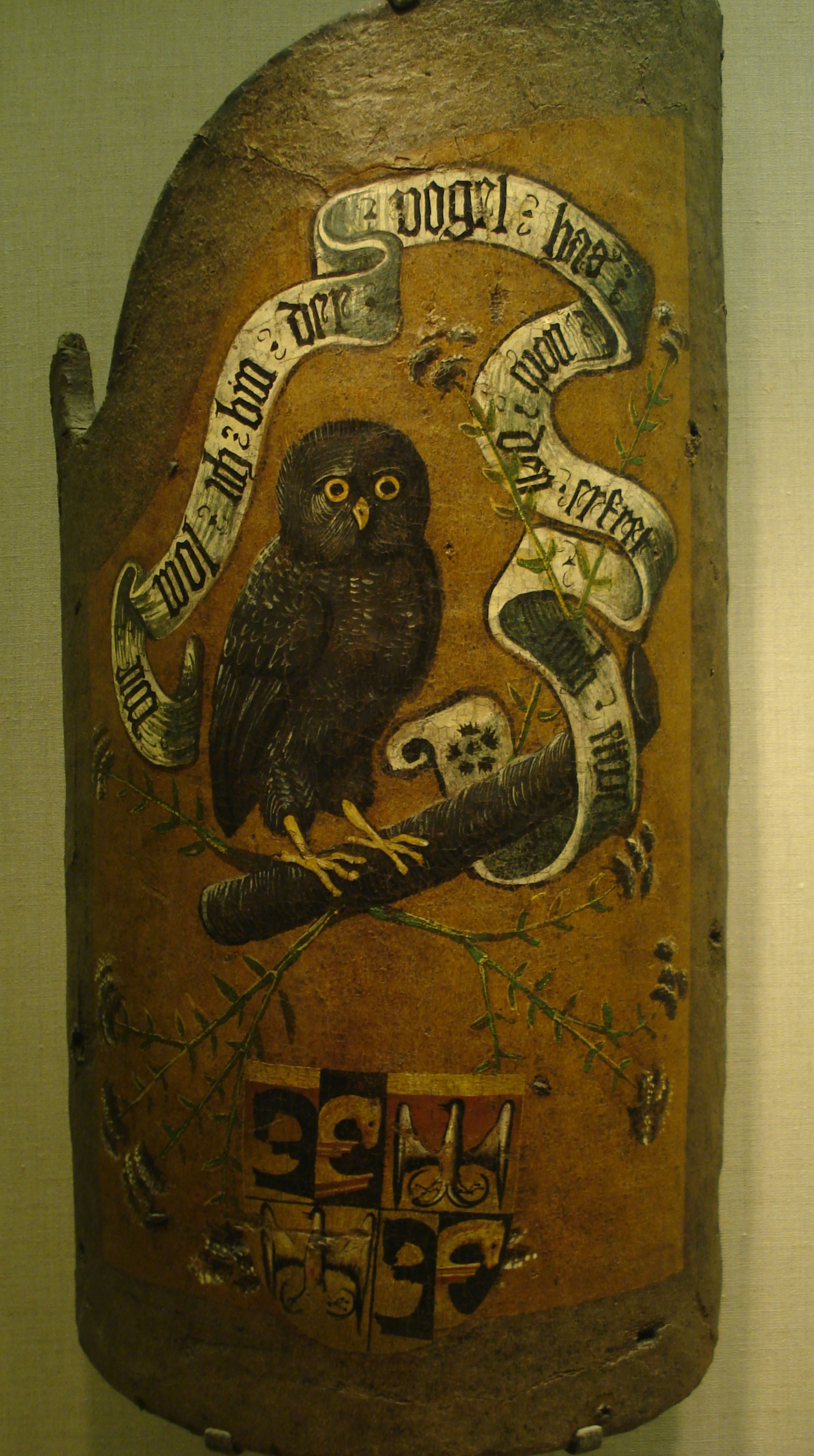
Ungersk tars (1500-tal).